# ユニオン・パシフィック鉄道M-10000形列車

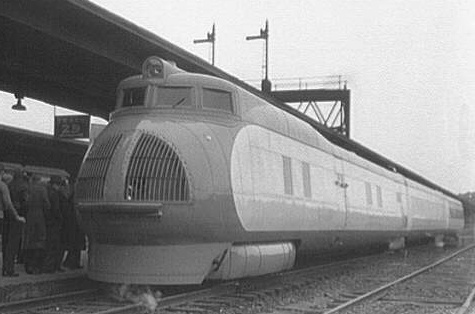
M-10000

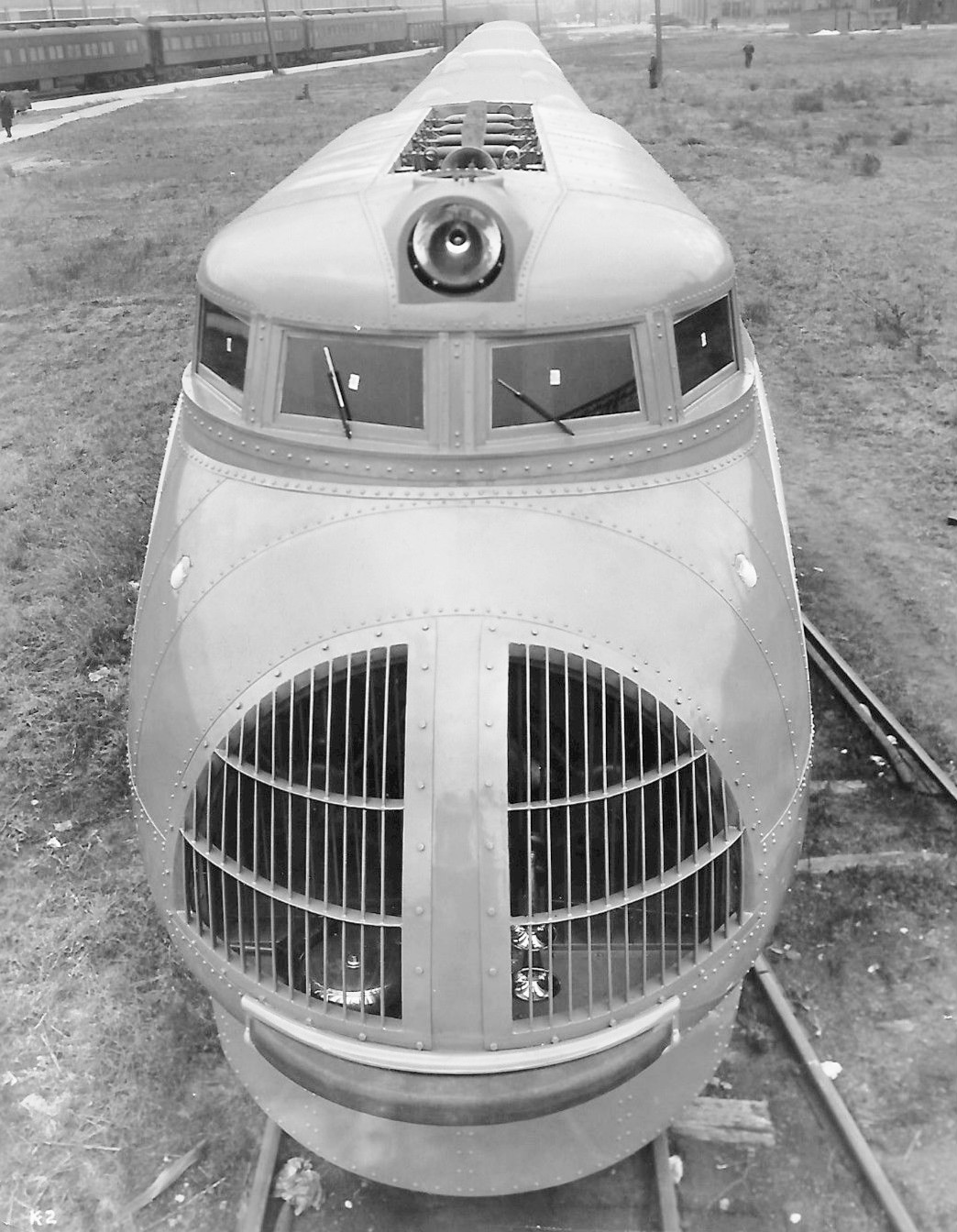
営業運転開始前に撮影された前頭部のアップ

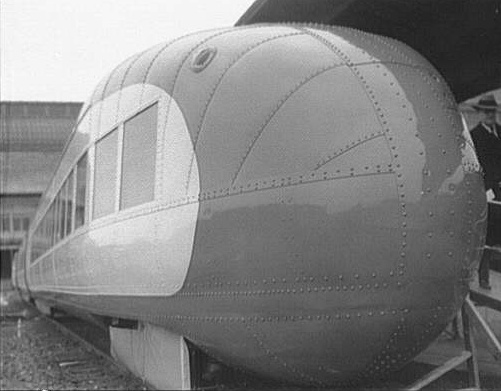
M-10000後部

ユニオン・パシフィック鉄道M-10000形列車（ユニオン・パシフィックてつどうM-10000がたれっしゃ）は、ユニオン・パシフィック鉄道へ1934年2月12日に導入された流線型気動車である。アメリカ合衆国における最初の流線型気動車特急でもあった。

## 概要
連接台車を使用した3両編成の流線型列車で、先頭車両が動力車である。車両はプルマン社により1編成のみが製造された。「シティ・オブ・サライナ」と命名されカンザスシティ・サライナ間の特急列車に利用されたが、車体のジュラルミンを第二次世界大戦の金属供出に用いるなどの理由で1942年に解体され、現存しない。

## 性能
- 軌間：1,435mm
- 全長：62m
- 運転整備重量：85t
- 機関：ウィントンエンジンカンパニー（ゼネラルモーターズの子会社）製191-A型　V型12気筒ディスティレートエンジン[2]1基
- 出力：600PS

## その他

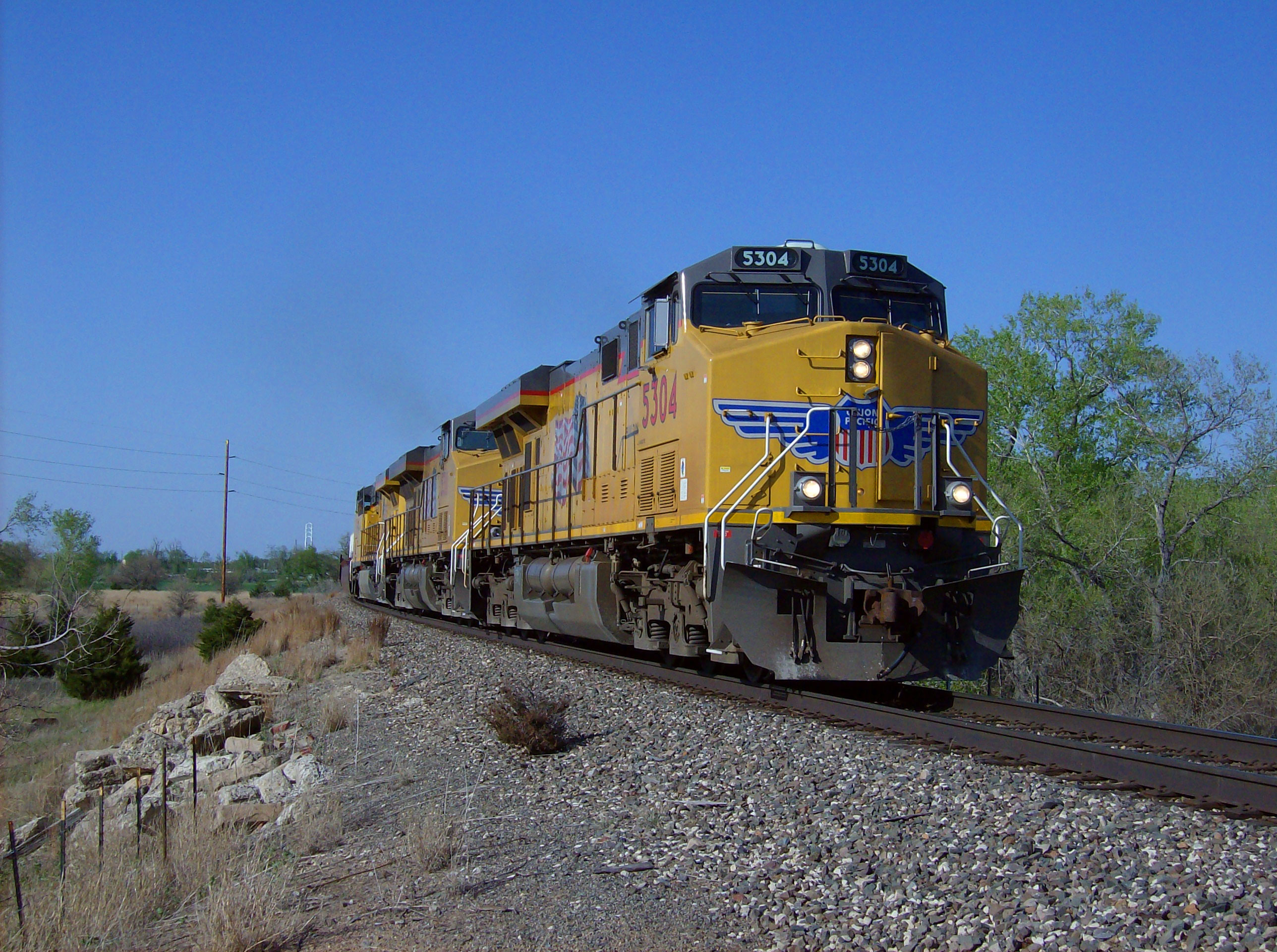
現代のユニオン・パシフィック鉄道の機関車の一例

- 製造費用は当時の価格で230,997ドルであった。
- バージニア・リー・バートン作の絵本「いたずらきかんしゃちゅうちゅう」に本形式が登場している。
- 日本のロックバンド、UNICORNの楽曲「雪が降る町」のミュージック・ビデオに本形式の走行シーンが登場する。
- 黄色を主体に赤帯を巻いた塗装はもともとM-10000のためにデザインされたものであったが、ユニオン・パシフィック鉄道の他形式にも波及し、2014年現在も茶色部分を灰色に変更のうえで継続して使用されている。